# Sabou (Burkina Faso)
Sabou ist sowohl eine Gemeinde (französisch commune rurale) als auch ein dasselbe Gebiet umfassendes Departement im westafrikanischen Staat Burkina Faso, in der Region Centre-Ouest und der Provinz Boulkiemdé. Die Gemeinde gliedert sich in den Hauptort und zwölf Dörfer. Der Hauptort ist in vier Sektoren unterteilt. Die ganze Körperschaft hat 45.877 Einwohner.